# Hôtel de Rohan-Montbazon
El hôtel de Rohan-Montbazon es un antiguo mansión privada, ubicada en la rue du Faubourg-Saint-Honoré, en el 8 distrito de París. Está contiguo al hotel Pillet-Will que alberga la residencia del embajador de Japón en Francia.

## Historia
Fue construido por el arquitecto Pierre Cailleteau dit Lassurance, en 1719, a petición de Louise-Julie de La Tour d'Auvergne, princesa de Montbazon, tras la muerte de su marido, el príncipe François-Armand de Rohan-Guéméné, que ocurrido dos años antes.
La princesa llegó a este distrito a través de su hermano, Louis-Henri de La Tour d'Auvergne, conde de Évreux, que hizo construir el suntuoso Hôtel d'Évreux, el palacio actual, no muy lejos del Elíseo. La princesa, a finales de la Regencia, residiendo principalmente en la corte de Versalles, lo alquiló al financiero Jean-Marie Richard, que acabó adquiriéndolo en 1750, a la muerte de este último. Luego fue rediseñado ampliamente por el arquitecto Michel Tannevot,  agregando una capilla y modificando algunas decoraciones y dependencias en la calle.
El arquitecto Jacques-François Blondel, que entonces encontró de muy mal gusto estos añadidos, se expresó con estas palabras: "Esta comodidad interior es perjudicial para la decoración del exterior, y parece tan ridículamente colocada como contraria al decoro."
Pasó entonces a manos de Louis Richard de La Bretèche, síndico general de finanzas de Tours y hermano del anterior.Hôtel de Rohan-Montbazon
En 1792, fue vendido a Marie-Madeleine Victoire Thomas, viuda de Louis-Hyacinthe Raymond de Saint-Sauveur, quien murió el mismo año. Fue este último quien, en particular, hizo que las decoraciones del gran salón se hicieran al estilo del Primer Imperio.
En 1817, a la muerte de Madame, pasó a sus herederos y legatarios, los Sres. Belletrux y Devèze, quienes lo vendieron en 1819 al rico coleccionista Augustin de Lapeyrière, que lo convirtió en el escenario de sus numerosas obras de arte.
En 1823, este último lo revendió al conde Alexandre César de La Panouse, luego lo pasó a su hijo, César-Armand, quien mandó realizar allí importantes obras por el arquitecto Pierre Decloux en 1876, en particular la destrucción y reconstrucción total del edificio en la calle y la elevación del edificio principal que se eleva en tres niveles.
El Conde murió en 1879, y fue comprado por el extremadamente rico Conde Frédéric Pillet-Will, quien también adquirió el n ., antiguo Hôtel Marbeuf, actual Hôtel Pillet-Will, residencia del embajador de Japón en Francia. Su esposa, la condesa Clotilde, recibía allí a la alta sociedad de la época dando suntuosas fiestas.
De 1922 a 1934, la planta baja y el primer piso del edificio principal, con vistas al jardín, fueron alquilados a la gran costurera Gabrielle Chanel, que recibió grandes nombres como : el compositor Igor Stravinsky, José María Sert y su mujer Misia, el crítico de arte Serge de Diaghilev o el pintor Pablo Picasso.
Hoy, en copropiedad privada, alberga en particular el bufete de abogados BMH.

## Protección
Está catalogado como monumento histórico por su salón de estilo Primer Imperio por orden del 7 de noviembre de 1927.